# Zupan
Zupan je 17. najbolj pogost priimek v Sloveniji, ki ga je po uradnih podatkih Statističnega urada Republike Slovenije na dan: 1. januar 2020 uporabljalo 3.093 oseb ali 0,16 % vseh prebivalcev. Zupan je najbolj pogost priimek na Gorenjskem z 1.269 prebivalci in tretji po pogostnosti v Zasavski regiji. Število ljudi s tem priimkom postopoma upada. S slovenskimi izseljenci se je priimek razširil v ZDA, Argentino in Avstralijo. Beseda 'zupan' je nekoč označevala kmeta, kakor ugotavlja raziskovalec Pavel Merku. Etimologija priimka najbolj verjetno izvira iz besede župan, vodja župe. Isti priimek so pisali v različicah Supan, Suppan in podobno.

## Znani nosilci priimka
- Agneza Zupan (1852—1918), učiteljica, mecenka
- Alenka Zupan, bibliotekarka, Župančičeva nagrajenka
- Alenka Zupan, flavtistka
- Alenka Zupan, umetnostna zgodovinarka, konservatorka
- Alojz Zupan - Vuj (1935—2012), klarinetist, godbenik, dirigent, glasbeni pedagog (prof. AG)
- Alojzij Zupan (1891—1941), teolog, kanonik, duhovni vodja Mladcev Kristusa kralja (nečak F. S. Finžgarja)
- Alojzija Zupan Sosič (*1964), literarna zgodovinarka, teoretičarka, interpretka, univ. prof.
- Ana Zupan, citrarka
- Andrej Zupan (*1972), klarinetist
- Anton Zupan (1843—1894), stenograf
- Bine Zupan (*1984), smučarski skakalec
- Blaž Zupan (*1968), računalnikar, bioinformatik, univ. prof.
- Blaž Zupan, glasbenik kontrabasist
- Branko Zupan (*1964), nogometaš
- Damjana Zupan (*1967), klavirska pedagoginja, glasbena šolnica
- Darko Zupan, slovenski rekorder v gladovnem stavkanju
- David Zupan (1898—1984), zgodovinar in geograf, srednješolski profesor
- Dim Zupan (*1946), mladinski pisatelj
- Drago Zupan (1897—1966), operni pevec basist, igralec, režiser
- Edo Zupan, slikar
- Florjan Zupan, novinar
- France Zupan (1887—1975), slikar
- France Zupan (1907—1958), geograf in prevajalec
- France Zupan (1929—2019), umetnostni zgodovinar, sociolog, publicist; gorski reševalec, alpinist
- Gojko Zupan (*1957), umetnostni zgodovinar, konservator, likovni kritik
- Herman Zupan (1924—2018) podjetnik-industrialec, gospodarstvenik in kulturni delavec v Argentini
- Ignacij Zupan (1853—1915), izdelovalec orgel
- Igor Zupan (*1961), zdravnik, eksperimentalni kardiolog, prof. MF
- Irena Preložnik Zupan, zdravnica hematologinja, prof. MF
- Irena Zupan Ambrožič (*1955), zlatarka, oblikovalka nakita
- Ivan Zupan (1857—1900), organist in skladatelj
- Ivan Zupan (1888—1948), arhitekt
- Ivan Zupan (1922—2014), strojnik, izumitelj, politik
- Ivo Zupan (*1956), smučarski skakalec
- Jakob Zupan (1785—1852), jezikoslovec in pesnik
- Jakob Frančišek Zupan (1734—1810), skladatelj in pedagog
- Janez Zupan (1899—1968), jezuit, izseljenec
- Janez Zupan - Zepo (*1936), pesnik, planinec
- Janez Zupan (1944—2021), pisatelj (avtomehanik)
- Janez Zupan - "Konzerva", politični publicist
- Janja Zupan, farmacevtka in raziskovalka
- Janja Zupan (*1974), fotomodel in plesna učiteljica
- John Zupan (1875—1950), pesnik in pisatelj, prevajalec, časnikar (ZDA)
- Jože Zupan (1909—1980), igralec
- Jože Zupan (1921—1991), igralec
- Jože Zupan (*1938), slavist, ravnatelj in kulturnik
- Jože Zupan - Juš (*1954), alpinist, pedagog in pesnik
- Jože Zupan, restavrator, konservator
- Jožef Zupan (1811—1886), duhovnik in nabožni pisatelj
- Jure Zupan (*1943), kemik, fizik, univ. profesor, publicist in politik
- Jure Zupan (*1975), fizik
- Jurij Zupan (1752—1822), teolog, revizor prevoda Biblije
- Kajetan Zupan (1933—2004) zabavno-glasbeni kitarist in radijski urednik
- Klavdija Zupan, dramaturginja
- Lenart Zupan (1888—1983), lovec, kinolog in publicist
- Lojze Zupan (1906—1973), pisatelj
- Maja Zupan (*1999), fotomodel
- Majda Zupan (*1950), poslanka DZ
- Manja Zupan Šemrov, zootehničarka, prof. BF UL
- Marjan Zupan (*1960), folklorist, publicist
- Mark Zupan (*1975), športnik tetraplegik, ragbist
- Marko Andrej Zupan (*1947), kemik, univ. profesor
- Marko Zupan (*1962), agronom, pedolog
- Marko Zupan (*1980), flavtist
- Matej Zupan (*1970), flavtist
- Matija Zupan (*1981), nevrolog
- Matjaž Zupan (*1968), smučarski skakalec in trener
- Matjaž Zupan (1969—2021), bohinjski župnik
- Miha Zupan (*1982), košarkar (gluhi)
- Miroslav Zupan (1899—1970), gradbenik, mestni stavbenik
- Monika Zupan, violinistka
- Nada Zupan (*1962), ekonomistka, univ. profesorica
- Nadja Zupan Hajna (*1962), geologinja, krasoslovka
- Nejc Zupan (*1996), košarkar
- Niko Zupan (*1930), arhitekt in slikar
- Olga Zupan (1931—2017), umetnostna zgodovinarka, konservatorka
- Peter Zupan (*1944), smučarski tekač, brigadir Slovenske vojske, športni delavec
- Polona Zupan (*1976), deskarka na snegu
- Primož Urh-Zupan (*1983), smučarski skakalec
- Robi Zupan, narodnozabavni glasbenik
- Rudi Zupan (1921—2002), mariborski arhitekt
- Rudi Zupan, zdravnik, direktor Bolnišnice Trbovlje in hortikulturnik
- Samo Zupan (*1961), strojnik
- Simon Zupan (1844—1925), duhovnik in nabožni pisec
- Simon Zupan, literarni zgodovinar, prof. UM
- Tatjana Mizori Zupan, upravna informatičarka (e-uprava) in čipkarska organizatorka
- Tadeja Zupan Arsov, novinarka, urednica, založnica, kuratorka
- Tanja Zajc Zupan (*1972), citrarka
- Teja Zupan (*1990), plavalka
- Tomo Zupan (1839—1937), duhovnik, literarni zgodovinar, prešernoslovec
- Uroš Zupan (*1963), pesnik, esejist in prevajalec
- Uroš Zupan, nekd. mladinski reprezentant v alpskem smučanju, direktor Smučarske zveze Slovenije (SZS)
- Urška Križnik Zupan (*1978), harfistka
- "Val"/ Valerij Zupan (*1976), pisatelj, esejist
- Vinko Zupan (1882—1915), filolog, esejist, prevajalec
- Valentin Zupan (*1935), izdelovalec harmonik
- Vilijem Zupan (*1964), slovenski kmet in politični analitik
- Vitomil Zupan (1914—1987), pisatelj, pesnik, dramatik, esejist, Prešernov nagrajenec
- Vladimira (Ladica) Zupan, slikarka, restavratorka, galeristka (Lima, Peru)
- Zdravko Zupan, izdelovalec harmonik
- Zvone Zupan, arhitekt
- Žan Zupan, hokejist